# Крутая (Кемеровская область)
Крутая — деревня в Новокузнецком районе Кемеровской области. Входит в состав Кузедеевского сельского поселения.

## География
Центральная часть населённого пункта расположена на высоте 236 метров над уровнем моря.

## Население
По данным Всероссийской переписи населения 2010 года, в деревне Крутая проживает 16 человек (11 мужчина, 5 женщин).